# Big Amount
Big Amount è un singolo del rapper statunitense 2 Chainz, pubblicato nel 2016 ed estratto dal mixtape Daniel Son; Necklace Don. Il brano vede la partecipazione del rapper canadese Drake.
Il brano è anche incluso come bonus track nella versione digitale dell'album Pretty Girls Like Trap Music.

## Tracce
Download digitale
1. Big Amount (feat. Drake) – 3:11